# Sieczkarnia samojezdna Orkan Z310
Sieczkarnia samojezdna Orkan Z310 (KS1s) to pierwsza polska sieczkarnia samojezdna. 

## Historia i informacje ogólne
Oficjalnie po raz pierwszy można ją było zobaczyć podczas wystawy maszyn rolniczych, na terenie Targów Poznańskich (obecnie Międzynarodowe Targi Poznańskie), która odbywała się w 1971 roku. Seryjną produkcję i sprzedaż sieczkarni KS1s rozpoczęto na przełomie lat 1971–72 (rok wcześniej niż początkowo planowano), w Poznańskiej Fabryce Maszyn Żniwnych w Poznaniu. Była to maszyna bardzo nowoczesna i wydajna, spełniająca wszelkie wymogi technologiczne (w czasie wstępnych badań sieczkarnia Z310 uzyskała wysoką ocenę jakości konstrukcji pod względem pewności technicznej, trwałości i wytrzymałości). Za wielki sukces uważano również fakt, iż jej schemat konstrukcyjny przypominał swym wyglądem schematy sieczkarni produkowanych przez przodujące wtedy firmy zagraniczne, na czele z amerykańskimi. Konstruktorzy sieczkarni samojezdnej Z310 chcąc ułatwić użytkownikom przeprowadzanie ewentualnych napraw, w dużym stopniu zunifikowali części służące do jej budowy z częściami produkowanych wtedy polskich maszyn rolniczych: przyczepianej sieczkarni polowej Z305 (KS1p) oraz kombajnu zbożowego Bizon Z040. Sieczkarnia była dostępna w sprzedaży w różnej kompletacji zależnej od klienta, każdy element agregatu miał swój symbol handlowy oraz oddzielne nazwy. 
Na podstawie wyników badań przeprowadzonych przez instytuty w 1972 roku oraz w oparciu o opinię użytkowników sieczkarni samojezdnej, już w roku 1973 wprowadzono szereg zmian konstrukcyjnych, mających na celu podniesienie walorów eksploatacyjnych oraz trwałości maszyny: zmieniono konstrukcję sprzęgła głównego, zmieniono układ sterowania silnika oraz wprowadzono sprzęgło przeciążeniowe na wale transportera. Dokonywano też zmian w wyglądzie zewnętrznym maszyny: zmieniono położenie przednich świateł, zmieniała się również kolorystyka sieczkarni m.in. barwa kanału wyrzutowego, obręczy kół, kabiny oraz kolorystyka elementów przyrządów roboczych. Po kilku latach pierwotną nazwę KS1s wyparła bardziej chwytliwa Z310, która wzięła się od symbolu oznaczającego maszynę podstawową sieczkarni. 
Z biegiem czasu sieczkarnia okazała się maszyną o zbyt małej wydajności w stosunku do rosnących potrzeb państwowych gospodarstw rolnych, które były głównym odbiorcą i użytkownikiem tych maszyn. Dlatego też stworzono kolejną polską sieczkarnie samojezdną – Z320 (KS2s), która miała spełnić wymagania dużych wyspecjalizowanych kombinatów. Przez pewien czas produkowano obie sieczkarnie równocześnie. Około 1978 roku zaprzestano produkcji KS1s.

## Budowa i dane techniczne
Rozwiązanie konstrukcyjne sieczkarni samojezdnej KS1s umożliwiało zastosowanie wymiennych przyrządów zbierających (przystawek). W skład sieczkarni wchodziły: maszyna podstawowa Z310, przyrząd do zbioru zielonek niskich Z311, przyrząd do zbioru zielonek wysokich Z308 a także dwa przyrządy podbierające: Z307 oraz ulepszony Z313. Przystawki montowano na maszynie-bazie.

### Maszyna podstawowa Z310
Maszyna podstawowa składała się z zespołu napędowo-jezdnego oraz zespołów roboczych rozdrabniających i transportujących. Konstrukcja KS1s była w całości stalowa. Źródłem napędu sieczkarni był wysokoprężny silnik SW-400/R3 o mocy 105 KM przy 2200 obr./min. Jego zamocowanie na saniach ułatwiało zamontowanie go na maszynie, naciąg pasów oraz demontaż w celu wykonania naprawy, ewentualnie przechowania go na okres zimowy. Napęd z silnika na mechanizmy robocze był przenoszony za pomocą sprzęgła jednotarczowego, a na mechanizm jezdny za pomocą pasa klinowego bezpośrednio na przekładnię. Bezstopniowa regulacja prędkości jazdy maszyny umożliwiała dobór optymalnych parametrów w każdych warunkach pracy. Mały promień skrętu, mianowicie 5 metrów oraz sterowanie tylnymi kołami przy pomocy hydraulicznego urządzenia wspomagającego (serwomechanizmu) typu Orbitrol zapewniało dobrą sterowność i manewrowość maszyny. Trzybiegowa przekładniowa skrzynia biegów umożliwiała jazdę do przodu z prędkością od 1,53 km/h do 20,2 km/h (1 bieg: 1,53-3,64 km/h; 2 bieg: 3,50-8,30 km/h; 3 bieg: 8,50-20,2 km/h) oraz jazdę do tyłu z prędkością od 3,30 km/h do 7,35 km/h. Dużą sprawność agregatowania przyczep zapewniał automatyczny zaczep z tyłu maszyny podstawowej. Umieszczona na pomoście, szczelnie zamykana i przeszklona kabina zapewniała dobre warunki pracy jednoosobowej obsłudze w każdych warunkach atmosferycznych. 
Konstrukcja sieczkarni umożliwiała cięcie sieczki z dokładnością do 80% założonej długości. Bęben nożowy (prędkość obrotowa 1120 obr/min) o średnicy 620 mm i szerokości 500 mm w zależności od ilości noży: 8-4-2, pozwalał otrzymywać 11 różnych zakresów długości sieczki (5-8-10-13-16-20-26-32-40-52-80 mm). Sieczkarnia posiadała mechanizm nawrotowy, pozwalający na zmianę kierunku obrotów walców zgniatających i przenośnika łańcuchowego, co umożliwia, w przypadku zapchania wycofanie nagromadzonej masy z powrotem na przyrząd roboczy. Przenośnik łańcuchowo-listwowy sieczkarni o szerokości 450 mm miał zmienne prędkości robocze wynoszące: 0,63; 0,99; 1,6; 2,52 m/s, a przy wycofywaniu masy: 0,61; 0,98; 1,53; 2,45 m/s. Ponadto sieczkarnia miała wbudowaną ostrzałkę, za pomocą której możne było ostrzyć noże bębna bez ich demontażu, w czasie jałowego biegu bębna sieczkarni. Stalnica (przeciwostrze noży bębna) wykonano ze stalowego pręta kwadratowego, co umożliwiało kolejne przestawienie krawędzi roboczych przez przekręcenie stalicy o kąt 90 stopni. Załadunek pociętej masy na przyczepy objętościowe odbywał się za pośrednictwem kanału wyrzutowego. Jego regulacja zarówno w płaszczyźnie pionowej jak i poziomej odbywała się mechanicznie. Zasięg wyrzutu sieczki szacowano na 10-12 metrów w zależności od rozdrabnianego materiału. Maszyna podstawowa miała wbudowane sprężyny amortyzujące, które odciążały zawieszenie mocowania przyrządów. Położenie przyrządów roboczych w płaszczyźnie pionowej regulowano hydraulicznie. Napięcie instalacji elektrycznej to 24 V. 
Sieczkarnia miała dwuosiowe podwozie z tylną osią skrętną. Wymiary ogumienia: przód 16,9-14x28; tył 10x15.
Przepustowość sieczkarni dochodziła do ponad 50 t/h.

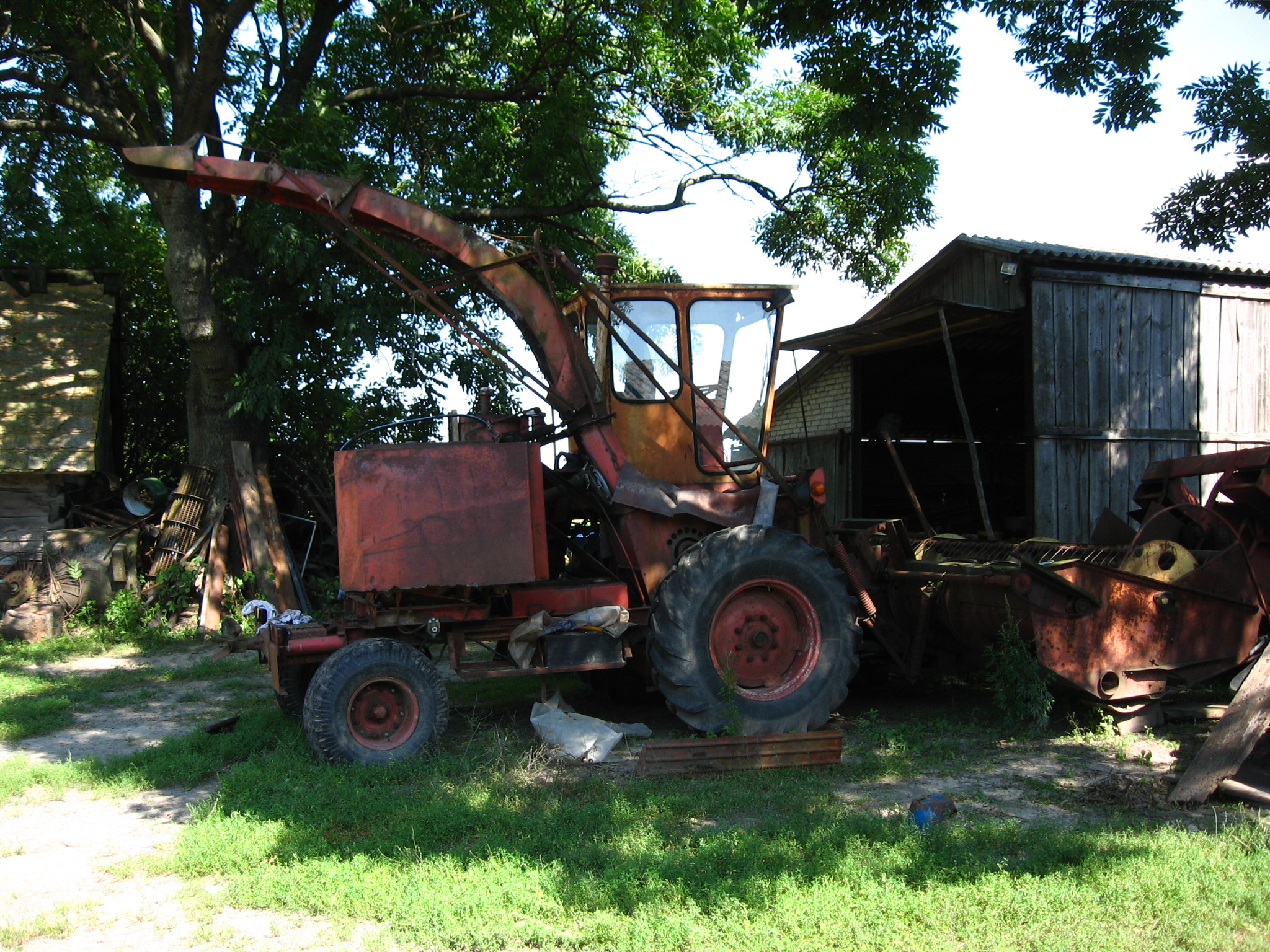
Sieczkarnia Z310 z przyrządem Z311

Dane techniczne maszyny podstawowej Z310:
- Wymiary:
  - długość 4880 mm
  - szerokość 2400 mm
  - wysokość 3720 mm
- Prześwit transportowy 300 mm
- Masa 4800 kg

### Przyrząd do zbioru zielonek niskich Z311
Ze względu na swą szerokość (3,6 m) musiał być przewożony na miejsce pracy przy pomocy specjalnego wózka transportowego, przeznaczonego do tego celu. Zdemontowany przyrząd Z311 umieszczony na wózku mógł być zaczepiany z tyłu maszyny podstawowej lub sprzęgany z ciągnikiem rolniczym. Wózek miał dwie osie: tylną o szerszym rozstawie kół oraz przednią o niewielkim rozstawie. Konstrukcja mechanizmu tnącego normalnego cięcia, gwarantowała czysty zbiór roślin przy prędkości do 8 km/h, przy minimalnej wysokości koszenia 10 cm. Wysokość koszenia mogła być regulowana bezpośrednio za pomocą hydraulicznego układy wydźwigowego, natomiast podstawowa wysokość cięcia mogła być regulowana przez odpowiednie ustawienie płóz, dzięki temu można było uzyskać minimalną wysokość cięcia bliską 4 cm. Zastosowane sprzęgła przeciążeniowe w układzie napędu łańcuchów podających oraz pracujące w kąpielach olejowych przekładnie zębate miały gwarantować trwałość przyrządu. Skok listwy nożowej wynosił 76,2 mm. Przystawka była używana do koszenia lucerny, koniczyny, traw i mieszanek zbożowych oraz do kukurydzy i słonecznika do wysokości 1,5 m. Uniwersalny nagarniacz ze sterowanymi sprężystymi palcami pomagał przy zbiorze roślin wyległych. Na wypadek zapchania bądź napotkania przeszkody był zabezpieczony sprzęgłem przeciążeniowym. Warto dodać iż, przyrząd Z311 nie mógł współpracować z zawieszaną sieczkarnią Z305 (KS1p) ze względu na jego masę i szerokość. Wydajność przyrządu podczas współpracy z sieczkarnią samojezdną Z310 (KS1s) sięgała 1,5 ha/h lub 50 t/h. 
Dane techniczne przyrządu do zielonek niskich Z311:
- Wymiary:
  - długość: 4040 mm
  - szerokość: 2010 mm
  - wysokość: 1320 mm
- Masa: 1100 kg
- Szerokość robocza: 3600 mm.

### Przyrząd do zbioru zielonek wysokich Z308

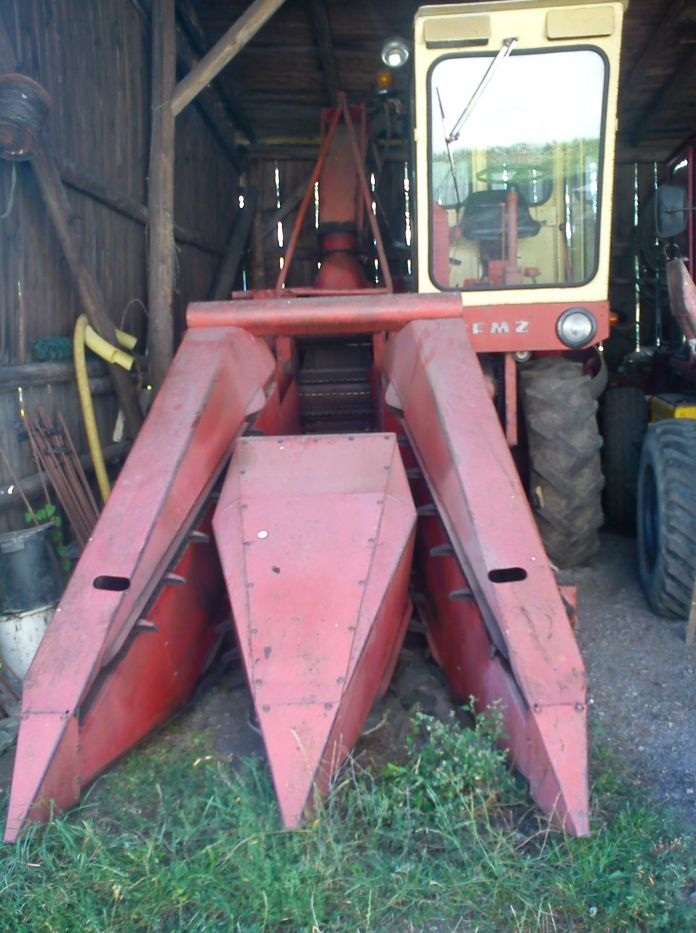
Dwurzędowy przyrząd Z308

Służył do zbioru roślin wysokich z pnia (kukurydza, słonecznik), sianych w rzędach o rozstawie od 70 do 80 cm. Przystawka kosiła równocześnie dwa rzędy roślin. Aby praca przyrządu i sieczkarnia była płynna, łodygi koszonych roślin powinny przekraczać 1,5 m. Był on wyposażony w rozdzielacze, specjalny typ mechanizmu tnącego i układ łańcuchów podających rośliny (zarówno proste jak i pochylone). Sprawne działanie wszystkich elementów przystawki Z308 zapewniało prawidłowe przenoszenie ściętej masy. Prędkość pracy mogła dochodzić do 8 km/h. Minimalna wysokość cięcia wynosiła 10 cm, jej regulacja odbywała hydraulicznie mechanizmem wydźwigowym sieczkarni. W roku 1975 opracowano adapter trzyrzędowy. Wydajność przyrządu Z308 podczas współpracy z sieczkarnią samojezdną Z310 (KS1s) sięgała 1 ha/h lub 35 t/h.
Dane techniczne przystawki do zielonek wysokich Z308:
- Wymiary:
  - długość: 3060 mm
  - szerokość: 2130 mm
  - wysokość: 1660 mm
- Masa: 700 kg
- Szerokość robocza: 1600 mm (2 rzędy o rozstawie 80 cm).

### Przyrządy podbierające Z307 i Z313

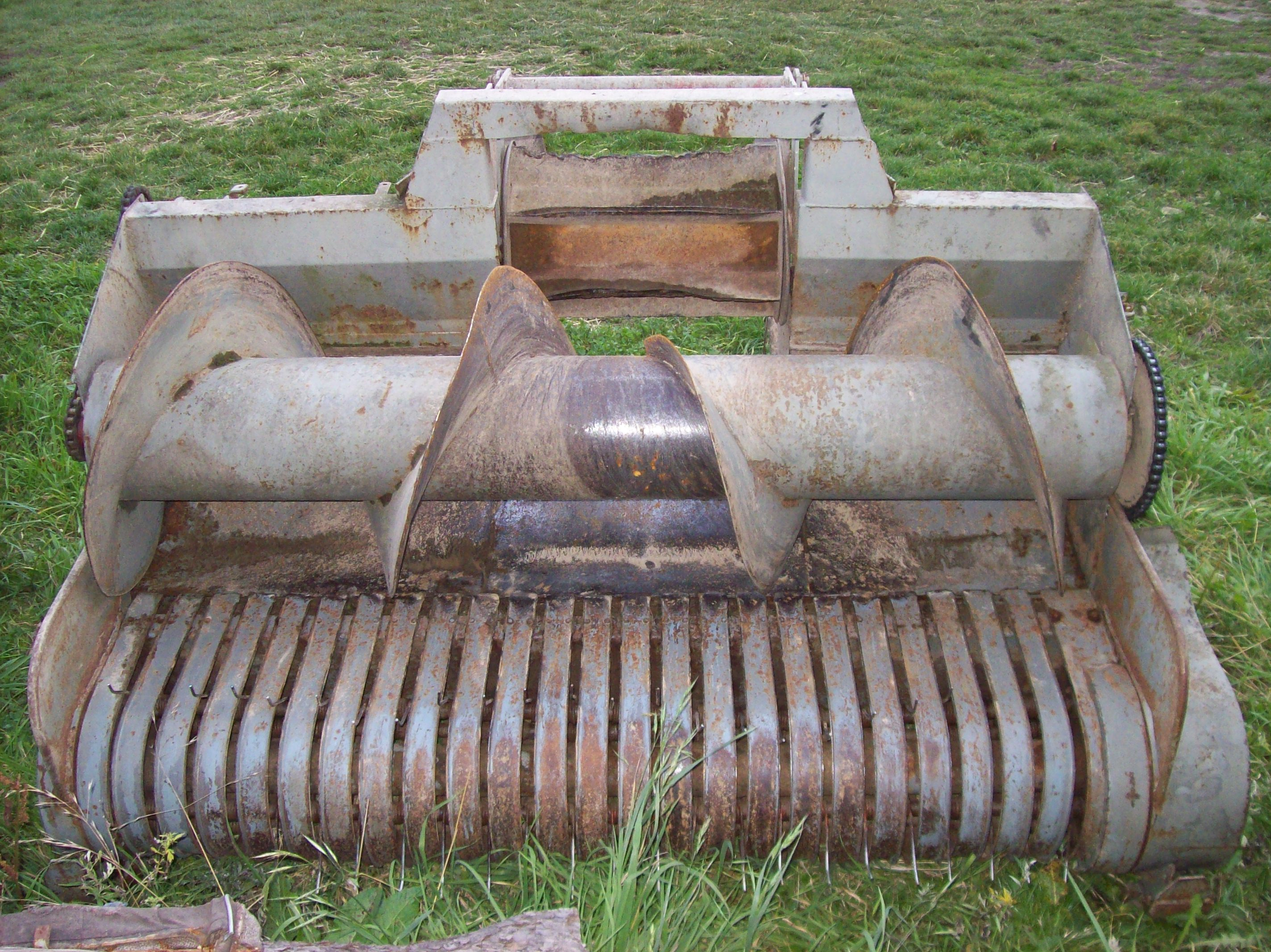
Przyrząd podbierający Z313

Przeznaczone były do zbierania podsuszonych zielonek lub siana z pokosów lub wałów oraz do zbioru słomy po kombajnie zbożowym. Podstawowym zespołem roboczym przyrządu był podbieracz o sterowanych za pomocą krzywki sprężynowych palcach podbierających. Gwarantował on czyste zbieranie masy przy prędkości do 8 km/h. Sprzęgło przeciążeniowe eliminowało możliwość powstawania uszkodzeń, a regulacja wysokości podbierania odbywała się hydraulicznie. Wzrost plonów roślin, większa ilość siana oraz zbiór zbóż kombajnami zbożowymi o większych przepustowościach sprawił, że przyrząd podbierający Z307 nie spełniał wymogów i nie odpowiadał potrzebą rolnictwa. Głównymi przyczynami takiej sytuacji była zbyt mała szerokość robocza (1,55 m) i zbyt mała średnica bębna podbieracza, które prowadziły w konsekwencji do zapychania maszyny i owijania się na elementach podbieracza zbieranej masy. W 1975 roku rozpoczęto prace modernizacyjne na przyrządem podbierającym Z307. W wyniku prac powstał ulepszony podbieracz Z313. W stosunku do poprzednika wprowadzono zmiany: zwiększono szerokość roboczą (do 1,8 m) co podniosło wydajność podbieracza i zlikwidowało dotychczasowe problemy z eksploatacją. Poza tym, dla ułatwienia przetaczania zdemontowanego przyrządu wbudowano stalowe koła. Wydajność przyrządu podbierającego Z307 we współpracy z sieczkarnią samojezdną Z310 (KS1s) wynosiła prawie 40 t/h, przyrządu Z313 we współpracy z tą samą maszyną 50 t/h (2 ha/h).
Dane techniczne przyrządu podbierającego Z307:
- Wymiary:
  - długość: 1750 mm
  - szerokość: 1980 mm
  - wysokość: 1110 mm
- Masa: 370 kg
- Szerokość robocza: 1550 mm

Dane techniczne przyrządu podbierającego Z313: 
- Wymiary:
  - długość: 2000 mm
  - szerokość: 1980 mm
  - wysokość: 1120mm
- Masa: 440 kg
- Szerokość robocza: 1800 mm